# Leptanilloides atlantica
Leptanilloides atlantica (лат.) — вид мелких кочевых муравьёв из подсемейства Dorylinae (ранее в Leptanilloidinae). Южная Америка: Бразилия. Биом Атлантических лесов.

## Описание
Мелкие муравьи. Длина тела около 2 мм. Рабочие слепые. Голова длиннее своей ширины. Брюшко гладкое и блестящее, а остальные части тела морщинистые. Нижнечелюстные щупики 2-члениковые. В составе нижнегубных щупиков 2 сегмента. Жвалы треугольные с одним апикальным и 7—10 субапикальными зубцами на жевательном крае. Усики 12-члениковые (у самцов — 13-члениковые), скапус короткий (примерно равен одной трети от длины головы). Стебелёк брюшка двухчлениковый, состоит из петиоля и постпетиоля (у самцов стебелёк одночлениковый). Длина головы (HL) от 0,34 до 0,36 мм. Длина скапуса (SL) от 0,14 до 0,16 мм. Длина мезосомы (ML) от 0,39 до 0,41 мм. Головной индекс (соотношение ширины и длины головы; CI = HW× 100/HL) — 66,67—73,08; индекс скапуса (соотношение длины скапуса к ширине головы; SI = SL × 100/HW) — 57,89—66,67.
Хищники, охотятся на мелких членистоногих, передвигаются колоннами, как и другие кочевые муравьи.

## Систематика
Вид L. atlantica был впервые описан в 2013 году группой бразильских мирмекологов (Р. Сильва, Р. Фейтоза с коллегами; Museude Zoologia da Universidade de São Paulo, Сан-Пауло, Бразилия) и включён в состав рода Leptanilloides Mann, 1923 вместе с видами L. biconstricta Mann, 1923, L. caracola Donoso, Vieira & Wild, 2006, L. erinys Borowiec & Longino, 2011, L. femoralis Borowiec & Longino, 2011, L. gracilis Borowiec & Longino, 2011, L. improvisa Brandão, Diniz, Agosti & Delabie, 1999, L. legionaria Brandão, Diniz, Agosti & Delabie, 1999, L. mckennae Longino, 2003, L. nomada Donoso, Vieira & Wild, 2006, L. nubecula Donoso, Vieira & Wild, 2006, L. sculpturata Brandão, Diniz, Agosti & Delabie, 1999. Первый представитель своего рода на востоке Южной Америки. Сходные виды: L. biconstricta (Боливия), L. femoralis (Венесуэла) и L. gracilis, отличаясь деталями строения груди, конечностей и брюшка.